# 北海鋼機前駅

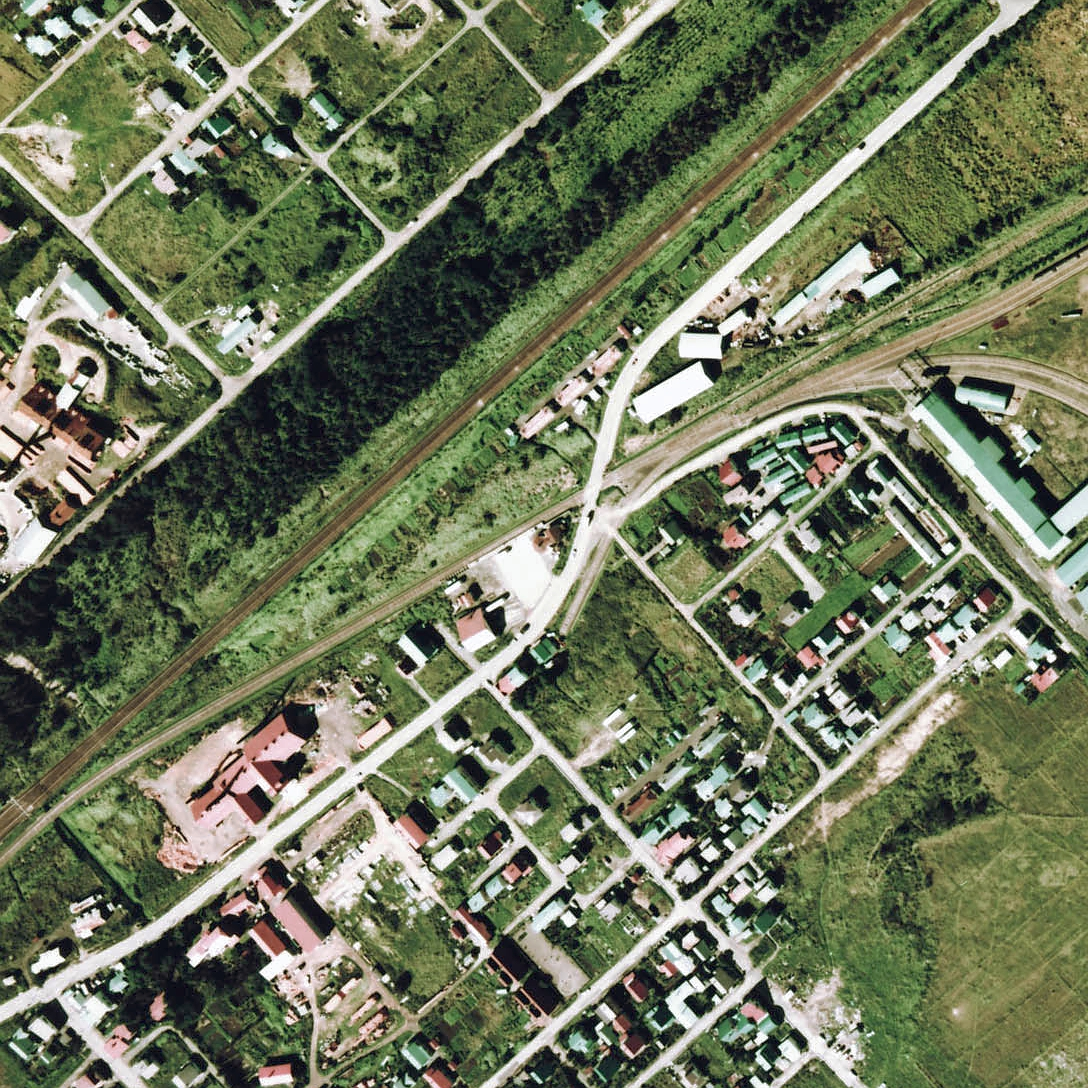
1976年（昭和51年）の北海鋼機前駅跡と周囲500 m範囲。右上が函館本線岩見沢方面（上）、及び夕張鉄道栗山方面（下）。中央より上を右上から左下へ向けて敷かれているのが函館本線で、左端には野幌駅構内の端が見える。その下を函館本線から右上に向かって徐々に離れるように直線状に敷かれているのが、この写真の前年に廃止になった夕張鉄道の軌道跡。駅跡にはプラットホームと待合室がまだ残されており、駅前はまだバス停として使用されているため綺麗に整備されている。その右側の踏切先から、右下に見える北海鋼機の専用線が分岐し、夕張鉄道とやや並行するように2本の留置線が敷かれている。留置線の左側からスイッチバック状の折り返し線がカーブ状に敷かれ、折り返して工場中央へ2本に分かれて向かっている。夕張鉄道本線は分岐から先が草生しているのと対照的に、この専用線はまだ廃止されておらず現役である。

北海鋼機前駅（ほっかいこうきまええき）は、北海道江別市東野幌町にあった夕張鉄道の駅（廃駅）である。自社による札幌への連絡バス発着のために「野幌バス停留所前駅」として1956年（昭和31年）12月に開設され、夕張鉄道線の廃止に伴い1975年（昭和50年）に廃止された。

## 歴史
- 1956年（昭和31年）12月1日：野幌バス停留所駅設置、当駅 - 札幌大通間のバス連絡輸送開始。従来の上江別駅でのバス連絡廃止。
- 1964年（昭和39年）
  - 7月20日：北海鋼機の工場進出に伴い北海鋼機前駅に改称。
  - 9月14日：北海鋼機専用鉄道運輸開始。
- 1974年（昭和49年）4月1日：旅客営業休止。
- 1975年（昭和50年）4月1日：廃止。

## 駅構造
単式ホーム1面1線の地上駅。ホーム上から連絡バスが発着し、バス車庫も設置されていた。

## 駅周辺
- 夕鉄バス野幌営業所（バスターミナル併設）
- 北海鋼機 - かつては専用線（後述）が当駅に接続していた。

## その他
- 北海鋼機工場横のきらら街道（広域農道）に信号機を利用した、夕張鉄道線の歴史を記した記念碑がある。
- バス連絡に使われていたホームは、駅廃止後の1990年代まで同社のバスが乗り入れていた。
- バス乗り入れが中止された後も、2000年ごろまではホームや信号機などが残っていたが、現在はパチンコ店となっており、駅の痕跡はまったく残っていない。

## 隣の駅
夕張鉄道
夕張鉄道線
野幌駅 - 北海鋼機前駅 - 上江別駅

## 接続路線
- 北海鋼機専用鉄道